# Ichneumon sibiricus
Ichneumon sibiricus är en stekelart som beskrevs av Per Abraham Roman 1904. Ichneumon sibiricus ingår i släktet Ichneumon och familjen brokparasitsteklar. Inga underarter finns listade i Catalogue of Life.